# Тесленко-Приходько Петро Васильович
Петро Васильович Тесленко-Приходько (1855?, Миргородський повіт, Полтавщина — 1930, Київ) — громадський активіст, політкаторжанин, чоловік Олени Косач, рідної тітки Лесі Українки, Михайла Косача.

## Життєпис
Походив із родини полтавської аристократії.
Навчався в Полтавській гімназії. У 1877-1878 рр. працював у друкарні й розповсюджував журнал «Земля і воля».  
1879 р. приїхав до Петербурга, де влаштувався практикантом у механічні майстерні Технологічного інституту. Належав до організації «Чорний переділ».  
28 січня 1880 р. заарештований. Перебував у Петропавлівській фортеці. 29 вересня 1881 р. Санкт-Петербурзькою судовою палатою засуджений до заслання у м. Тюринськ Тобольської губ., де працював токарем. Через 5 років переїхав до Томська, потім у м. Ялуторовськ Тобольської губ. (нині Тюменська обл.), де виконував будівельні роботи.  
На початку 1884 р. одружився з Оленою Косач. 25 грудня 1884 р. в подружжя Тесленків-Приходьків народився син Юрій. 
1896 р., повернувшись із заслання, жив з родиною в м. Ризі. 1907 р. подружжя Тесленків-Приходьків оселилося в Києві (вул. Лабораторна, 12).  
П. Тесленко-Приходько був за свідка при шлюбі Л. П. Косач з К. В. Квіткою, який відбувся 7 серпня 1907 р. у Вознесенькій церкві на Деміївці. А також свідок від нареченої на вінчанні Ізидори Косач та Юрія Борисова у Благовіщенській церкві в Києві 12 квітня 1912 р. 
1899 р. придбав маєток у селі Запруддя на Волинському Поліссі.
Помер у Києві 1930 року.